# Liste des évêques d'Alet

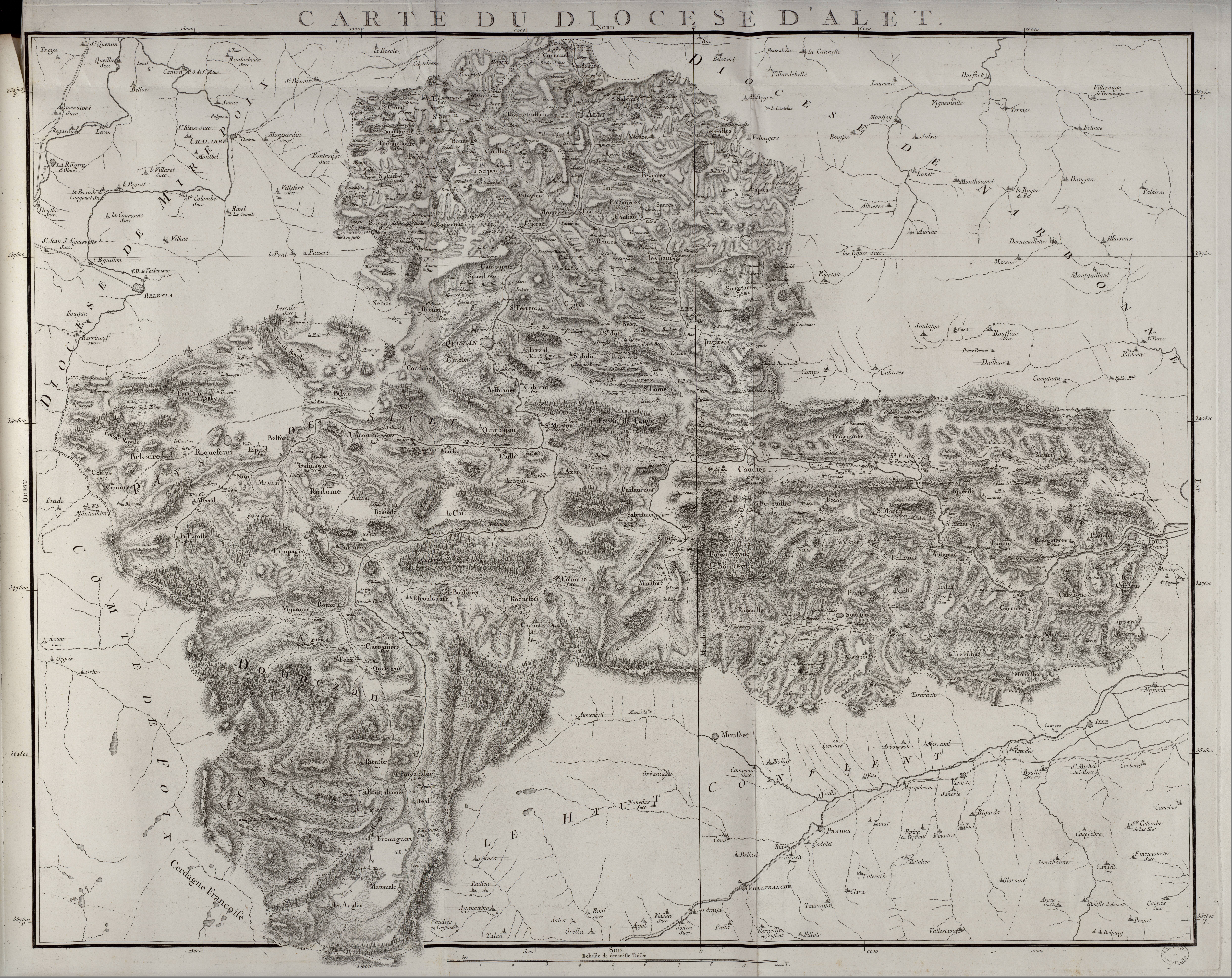
Carte du diocèse d'Alet en 1781

Le diocèse d'Alet est créé par Jean XXII le 18 février 1318. Supprimé en 1790–1802 à la suite de la Révolution et du concordat de 1801, il est restauré comme siège titulaire en 2009.
Alet, devenu Alet-les-Bains, est désormais un village de moins de 400 habitants, proche de Limoux (Aude) et traversé par le fleuve Aude.

## Liste des évêques

### XIVesiècle
| Portrait        | Armoiries                             | Épiscopat   | Titulaire                   | Notes                                                                                       |
| --------------- | ------------------------------------- | ----------- | --------------------------- | ------------------------------------------------------------------------------------------- |
| Image manquante | Blason inconnu                        | 1318 à 1333 | Barthélemy                  | dernier abbé de Sainte-Marie d'Alet; légat du pape Jean XXII en Lituanie (1er juin 1324).   |
| Image manquante | Ecu de la famille d'Alzonne           | 1333 à 1355 | Guillaume Ier d'Alzonne     | abbé de la Grasse.                                                                          |
| Image manquante | Ecu de Mgr Guillaume de Florence      | 1355 à 1363 | Guillaume II de Florence    | abbé de Sendras.                                                                            |
| Image manquante | Ecu de la famille de Villars          | 1363 à 1385 | Arnaud de Villars           | transféré de Mirepoix.                                                                      |
| Image manquante | Ecu de la famille Aycelin de Montaigu | 1385 à 1386 | Pierre Aycelin de Montaigut | cardinal.                                                                                   |
| Image manquante | Ecu de la famille du Bosc             | 1386 à 1390 | Robert du Bosc,             | abbé de Bourg-Dieu, transféré en Couserans le 27 mai 1390, puis à Mende le 17 octobre 1390. |

### XVesiècle
| Portrait        | Armoiries                         | Épiscopat   | Titulaire                          | Notes |
| --------------- | --------------------------------- | ----------- | ---------------------------------- | --- |
| Image manquante | Blason inconnu                    | 1390 à 1420 | Henri Ier Bayler (Beyeler)         | transféré de Valence et Die le 27 mai 1390, partisan de Benoît XIII. |
| Image manquante | Blason de la famille Assalbit     | 1421 à 1441 | Pierre II Assalbit                 | confesseur et bibliothécaire du pape, transféré de Condom le 8 janvier 1421. |
| Image manquante | Blason manquant                   | 1441 à 1442 | Antoine de Saint-Étienne           | |
| Image manquante | Blason inconnu                    | 1443 à 1447 | Pierre III                         | |
| Image manquante | Blason de la famille de Pompadour | 1448 à 1454 | Élie de Pompadour                  | transféré à Viviers le 29 novembre 1454. |
| Image manquante | Blason de la famille d'Aubusson   | 1454 à 1455 | Louis d'Aubusson                   | ne siège pas ; promu à Tulle le 27 décembre 1455. |
| Image manquante | Blason manquant                   | 1455 à 1460 | Ambroise de Cameraco ou de Cambrai | abbé de Saint-Germain-des-Prés, déposé et dégradé en 1460, pour complicité dans la fabrication d'une fausse dispense de mariage entre le comte Jean V d'Armagnac et sa sœur Isabelle. |
| Image manquante | Blason inconnue                   | 1461 à 1468 | Antoine Ier Gobert                 | |
| Image manquante | Blason de Mgr Guillaume d'Oliva   | 1468 à 1486 | Guillaume III Oliva                | ou Olivier. |
| Image manquante | Blason de la famille d'Hallwyn    | 1487 à 1488 | Pierre III d'Hallwyn               | |
| Image manquante | Blason de la famille de Roquefort | 1489 à 1508 | Guillaume IV de Roquefort          | abbé de Montolieu. |

### XVIesiècle
| Portrait | Armoiries                      | Épiscopat   | Titulaire                   | Notes |
| --- | ------------------------------ | ----------- | --------------------------- | --- |
| Image manquante | Ecu de la famille de Guiert    | 1508 à 1523 | Pierre IV Raymond de Guiert | abbé de Sorèze, désigné par le pape (contre l'élu du chapitre Jean Dupuy abbé de Saint-Thibéry). |
| Image manquante | Ecu de la famille de Joyeuse   | 1524 à 1540 | Guillaume V de Joyeuse      | dit l'aîné. |
| Portrait supposé de Guillaume de Joyeuse, utilisé sur le site du château de Couiza ( collections du British Museum) | Ecu de la famille de Joyeuse   | 1541 à 1554 | Guillaume VI de Joyeuse     | dit le jeune, neveu du précédent, résigne sans avoir eu la consécration épiscopale. |
| Image manquante | Ecu de la famille de Lestrange | 1554 à 1564 | François de Lestrange       | Donne un sonnet dans L'Amie des Amies de Bérenger de La Tour d'Albenas (Lyon, Robert Granjon, 1558). |
| Image manquante | Ecu de la famille de Dax       | 1564 à 1594 | Antoine III de Dax,         | chanoine et préchantre d'Alet, protonotaire apostolique, abbé de Saint-Polycarpe en 1529, vicaire général des évêques d'Alet issus de la Maison de Joyeuse (voir ci-dessus à Guillaume V et VI), puis de deux évêques de Carcassonne : grand vicaire du cardinal de Bourbon Charles Ier de Bourbon, puis du nouvel évêque de Carcassonne François de Faucon. |
| Image manquante | Ecu de la famille de Lestang   | 1594 à 1603 | Christophe de Lestang       | transféré de Lodève, puis transféré à Carcassonne. |

### XVIIesiècle
| Portrait        | Armoiries                     | Épiscopat   | Titulaire                  | Notes |
| --------------- | ----------------------------- | ----------- | -------------------------- | --- |
| Image manquante | Ecu de la famille de Polverel | 1603        | Pierre V de Polverel       | |
| Image manquante | Ecu de la famille de Polverel | 1607 à 1637 | Étienne de Polverel        | frère du précédent. |
| Image manquante | Ecu de la famille de Pavillon | 1639 à 1677 | Nicolas Pavillon           | est né le 17 novembre 1597 à Paris, il est nommé évêque d'Alet en 1639, et meurt dans sa charge le 8 décembre 1677 à Alet.                                                                            |
| Image manquante | Ecu de la famille de Valbelle | 1678 à 1684 | Louis-Alphonse de Valbelle | est né à Marseille dans les Bouches-du-Rhône vers 1642, il est nommé évêque d'Alet le 14 mars 1678 puis est nommé évêque de Saint-Omer le 9 novembre 1683 et meurt dans sa charge le 29 octobre 1708. |
| Image manquante | Ecu de la famille de Méliand  | 1684 à 1698 | Victor-Augustin de Méliand | est né en 1626 à Paris, il est nommé évêque de Gap le 27 mai 1680, puis est nommé évêque d'Alet en juin 1684, il démissionne de sa charge en 1698 et meurt le 23 septembre 1713.                      |

### XVIIIesiècle
| Portrait                              | Armoiries                                | Épiscopat   | Titulaire                              | Notes |
| ------------------------------------- | ---------------------------------------- | ----------- | -------------------------------------- | --- |
| Gravure de Mgr Taffoureau de Fontaine | Ecu de la famille Taffoureau de Fontaine | 1698 à 1708 | Charles-Nicolas Taffoureau de Fontaine | est né en août 1655 à Sens, il est nommé évêque d'Alet le 22 décembre 1698 et meurt dans sa charge le 8 octobre 1708.                                       |
| Image manquante                       | Ecu de Mgr Jacques Maboul                | 1708 à 1723 | Jacques Maboul                         | est nommé évêque d'Alet le 1er novembre 1708 et meurt dans sa charge le 21 mai 1723.                                                                        |
| Image manquante                       | Ecu de la famille de Boucaud             | 1723 à 1762 | Louis-François-Joseph Boucaud          | est né en 1685 à Montpellier dans l'Hérault, il est nommé évêque d'Alet le 14 février 1724, et meurt dans sa charge le 6 décembre 1762.                     |
| Image manquante                       | Ecu de la famille de La Cropte           | 1763 à 1790 | Charles de La Cropte de Chanterac      | est né en 1723 à Périgueux dans la Dordogne, il est nommé évêque d'Alet le 16 mai 1763, à la révolution il émigre en Espagne et meurt dans ce pays en 1793. |

## Siège titulaire
Le siège d'Alet est rétabli en 2009 comme siège titulaire. Il est attribué pour la première fois la même année à Gérard Coliche, évêque auxiliaire de Lille.
| Portrait                       | Armoiries         | Épiscopat   | Titulaire      | Notes                                                                                     |
| ------------------------------ | ----------------- | ----------- | -------------- | ----------------------------------------------------------------------------------------- |
| Portrait de Mgr Gérard Coliche | Blason à dessiner | depuis 2009 | Gérard Coliche | est né en 1940 à Béziers dans l'Hérault, il est nommé évêque d'Alet le 27 septembre 2009. |